# Trine Qvist
Trine Qvist (* 6. Juni 1966) ist eine dänische Curlerin. 
Qvist spielte als Lead der dänischen Mannschaft bei den XVIII. Olympischen Winterspielen in Nagano im Curling. Die Mannschaft gewann die olympische Silbermedaille nach einer 5:7-Niederlage im Finale gegen Kanada um Skip Sandra Schmirler.

## Erfolge
- 2. Platz Olympische Winterspiele 1998
- 2. Platz Weltmeisterschaft 1998
- 3. Platz Europameisterschaft 1998